# ACN (azienda)
ACN Inc. è un'azienda di marketing multilevel americana con sede a Concord, Carolina del Nord (spostandosi come sede da Farmington Hills in Michigan) che fornisce servizi di telecomunicazione, energia, merchant services e altri servizi, a seconda del paese, attraverso una rete di agenti di vendita indipendenti noti come "Imprenditori indipendenti" (IBO), che possono assumere nuovi IBO. Gli IBO possono guadagnare reddito e bonus residuali attraverso l'acquisizione di clienti personali, così come i clienti da altri IBO che reclutano. ACN ha iniziato le operazioni negli Stati Uniti nel 1993 come American Communications Network. Ha esteso le operazioni in Europa nel 1999, nel Pacifico nel 2004, in Asia nel 2011 e nel 2018 in 29 paesi, in quattro continenti.

## Storia
ACN è stata fondata nel 1993 da Robert Stevanovski, Greg Provenzano e dai gemelli Mike e Tony Cupisz. Nei primi anni, American Communications Network aveva un fatturato di due milioni di dollari. L'attività originaria di ACN doveva essere un fornitore di servizi telefonici a lunga distanza per una società chiamata LCI International. ACN ha rilevato la distribuzione dei clienti e il marketing. Questa relazione durò cinque anni fino a quando LCI fu acquisita da Qwest Communications.
Nel 2008, ACN ha trasferito la sua sede da Farmington Hills, nel Michigan a Concord, nella Carolina del Nord.

## Forma societaria
ACN è una società di network marketing, per la distribuzione di prodotti e servizi sono utilizzati esclusivamente lavoratori autonomi, chiamati anche "imprenditori indipendenti" (UU). La remunerazione è pagata su commissione. Questa forma di compensazione, che ripaga un rappresentante per un cliente una volta al mese, mese dopo mese, si chiama reddito residuo ed è stata introdotta da ACN nel 1993. Questo è tra l'altro dal risparmio derivante dalla rinuncia alla pubblicità.